# Parelor
Parelor is een bestuurslaag in het regentschap Kediri van de provincie Oost-Java, Indonesië. Parelor telt 2209 inwoners (volkstelling 2010).